# Mistrzostwa Europy U-17 w Piłce Nożnej Kobiet 2024 (eliminacje)/Runda 1 Grupa B1
W Grupie B1 eliminacji do Mistrzostw Europy U-17 2024 brały udział następujące zespoły:
- Armenia U-17
- Gruzja U-17
- Kosowo U-17
- Macedonia Północna U-17

## Stadiony
Na podstawie:
| Podujevo         | Mapa miast-gospodarzy | Prisztina                    |
| ---------------- | --------------------- | ---------------------------- |
| Stadion Miejski  | PodujevoPrisztina     | Stadion im. Fadila Vokrriego |
| Pojemność: 6 000 | PodujevoPrisztina     | Pojemność: 13 500            |
|                  | PodujevoPrisztina     |                              |

## Tabela
| Reprezentacja           | M | W | R | P | Br+ | Br- | +/- | Pkt. |
| ----------------------- | - | - | - | - | --- | --- | --- | ---- |
| Kosowo U-17             | 3 | 2 | 1 | 0 | 4   | 1   | +3  | 7    |
| Macedonia Północna U-17 | 3 | 2 | 0 | 1 | 10  | 2   | +8  | 6    |
| Armenia U-17            | 3 | 0 | 2 | 1 | 2   | 6   | -4  | 2    |
| Gruzja U-17             | 3 | 0 | 1 | 2 | 2   | 9   | -7  | 1    |

## Wyniki
| 3 października 2023 12:00 CET | Gruzja U-17 | 0:5(0:4)Raport | Macedonia Północna U-17 · 9', 17', 67' Grozdanova · 24' Trendova · 38' Popeski | Stadion Miejski, Podujevo Sędzia: Briet Bragadottir |
|                               |             |                |                                                                                |                                                     |

| 3 października 2023 15:00 CET | Kosowo U-17 | 0:0(0:0)Raport | Armenia U-17 | Stadion im. Fadila Vokrriego, Prisztina Sędzia: Jurgita Mačikunytė |
|                               |             |                |              |                                                                    |

| 6 października 2023 12:00 CET | Kosowo U-17 · Januzi 5' · Kallaba 45+4' (k) | 2:0(2:0)Raport | Gruzja U-17 | Stadion Miejski, Podujevo Sędzia: Frederikke Lydia Søkjær |
|                               |                                             |                |             |                                                           |

| 6 października 2023 15:00 CET | Macedonia Północna U-17 · Grozdanova 18' · Sahakyan 40' (sam.) · Popeski 50' · Borizoska 61' | 4:0Raport | Armenia U-17 | Stadion im. Fadila Vokrriego, Prisztina Sędzia: Briet Bragadottir |
|                               |                                                                                              |           |              |                                                                   |

| 9 października 2023 12:00 CET | Macedonia Północna U-17 · Popeski 10' | 1:2(1:1)Raport | Kosowo U-17 · 27' Feka · 84' Hoxha | Stadion im. Fadila Vokrriego, Prisztina Sędzia: Frederikke Lydia Søkjær |
|                               |                                       |                |                                    |                                                                         |

| 9 października 2023 12:00 CET | Armenia U-17 · Nersesian 40' · Vardanyan 45+3' | 2:2(2:2)Raport | Gruzja U-17 · 25' Bulia · 29' Mamporia | Stadion Miejski, Podujevo Sędzia: Jurgita Mačikunytė |
|                               |                                                |                |                                        |                                                      |

## Strzelczynie

### 4 gole
- Melanija Grozdanova

### 3 gole
- Kalina Popeski

### 1 gol
- Isabela Maneh Nersesian
- Marianna Vardanyan
- Tako Bulia
- Mariam Mamporia
- Rita Feka
- Liza Hoxha
- Mirjeta Januzi
- Riga Kallaba
- Ana Borizoska
- Nikica Trendova

### Gole samobójcze
- Susanna Sahakyan (dla  Macedonii)